# Dai Nishō ~Tsuyogari~
Albums de Yūko Nakazawa
(...) Dai Isshō
(1998) Legend
(2008)
Singles
1. Junjō Kōshinkyoku
Sortie : 9 juin 1999
2. Shanghai no Kaze
Sortie : 12 juillet 2000
3. Kuyashi Namida Porori
Sortie : 15 février 2001
4. Futari Gurashi
Sortie : 1er août 2001
5. Tokyo Bijin
Sortie : 28 août 2002
6. Get Along with You
Sortie : 21 mai 2003
7. Genki no Nai Hi no Komoriuta (...)
Sortie : 11 février 2004
8. Do My Best
Sortie : 26 mai 2004

Dai Nishō ~Tsuyogari~  (第二章 ~強がり~, ou Dai Nissho, Dai Nisshou) est le deuxième album en solo de Yūko Nakazawa, sorti en 2004.

## Présentation
L'album sort le 22 juillet 2004 au Japon sous le label zetima, écrit et produit par Tsunku sauf deux des titres. Il sort plus de cinq après le précédent album solo de la chanteuse, Nakazawa Yūko Dai Isshō sorti fin 1998. Il atteint la 31e place du classement de l'Oricon, et reste classé pendant deux semaines. Il contient les neuf chansons déjà parues en "face A" des huit singles (dont un "double face A") sortis depuis la parution du précédent album. Il ne contient que deux chansons inédites, Tsuyogari et Shinki Itten ~Changing the Mind~, le dernier titre de l'album étant une reprise en solo de la chanson Furusato sortie en single en 1999 par le groupe Morning Musume, dont la chanteuse faisait alors partie.

## Liste des titres
1. Do My Best (DO MY BEST?)
2. Nagaragawa no Hare (長良川の晴れ?) ("co-face A" de Genki no Nai Hi no Komoriuta)
3. Tsuyogari (強がり?)
4. Tokyo Bijin (東京美人?)
5. Shanghai no Kaze (上海の風?)
6. Get Along with You (GET ALONG WITH YOU?)
7. Shinki Itten ~Changing the Mind~ (心機一転 ~CHANGING THE MIND~?)
8. Futari Gurashi (二人暮し?)
9. Kuyashi Namida Porori (悔し涙 ぽろり?)
10. Genki no Nai Hi no Komoriuta (元気のない日の子守唄?)
11. Junjō Kōshinkyoku (純情行進曲?)
12. Furusato (Nakazawa Version) (ふるさと(中澤 Version)?) (reprise de Furusato)